# Drottningholm (tätort)
Drottningholm – miejscowość (tätort) w Szwecji, w regionie administracyjnym (län) Sztokholm, w gminie Ekerö.
Według danych Szwedzkiego Urzędu Statystycznego liczba ludności wyniosła: 348 (31 grudnia 2015), 313 (31 grudnia 2018) i 312 (31 grudnia 2019).